# ليبيا في الألعاب البارالمبية الصيفية 2000
ليبيا في دورة الألعاب البارالمبية الصيفية 2000- في دورة الألعاب البارالمبية الصيفية عام 2000م، والتي أقيمت في سيدني بأستراليا، أرسلت ليبيا أكبر وفد لها على الإطلاق من خلال مشاركاتها في الدورات البارالمبية الصيفية، والذي تشكل من 17 لاعب ولاعبة في ثلاث لعبات (الجودو ورفع الأثقال والكرة الطائرة) وجاء تشكيل الوفد كالتالي: (3) ثلاثة لاعبين في رياضة الجودو، ولاعبين (2) في رياضة رفع الأثقال، وفريق للكرة الطائرة بوضعية الجلوس.

## الفريق
شاركت ليبيا في دورة الألعاب البارالمبية الثانية لها على الإطلاق، ومثلها في هذه الدورة بسيدني 17 رياضيًا، بما في ذلك ثلاثة لاعبين جودو، ولاعبان لرفع الأثقال، وفريق كرة طائرة بوضعية الجلوس.   وقد كانت غزالة علي ، اللاعبة الليبية الوحيدة في رفع الأثقال، وأول امرأة تمثل ليبيا في الألعاب البارالمبية. 

## الميداليات

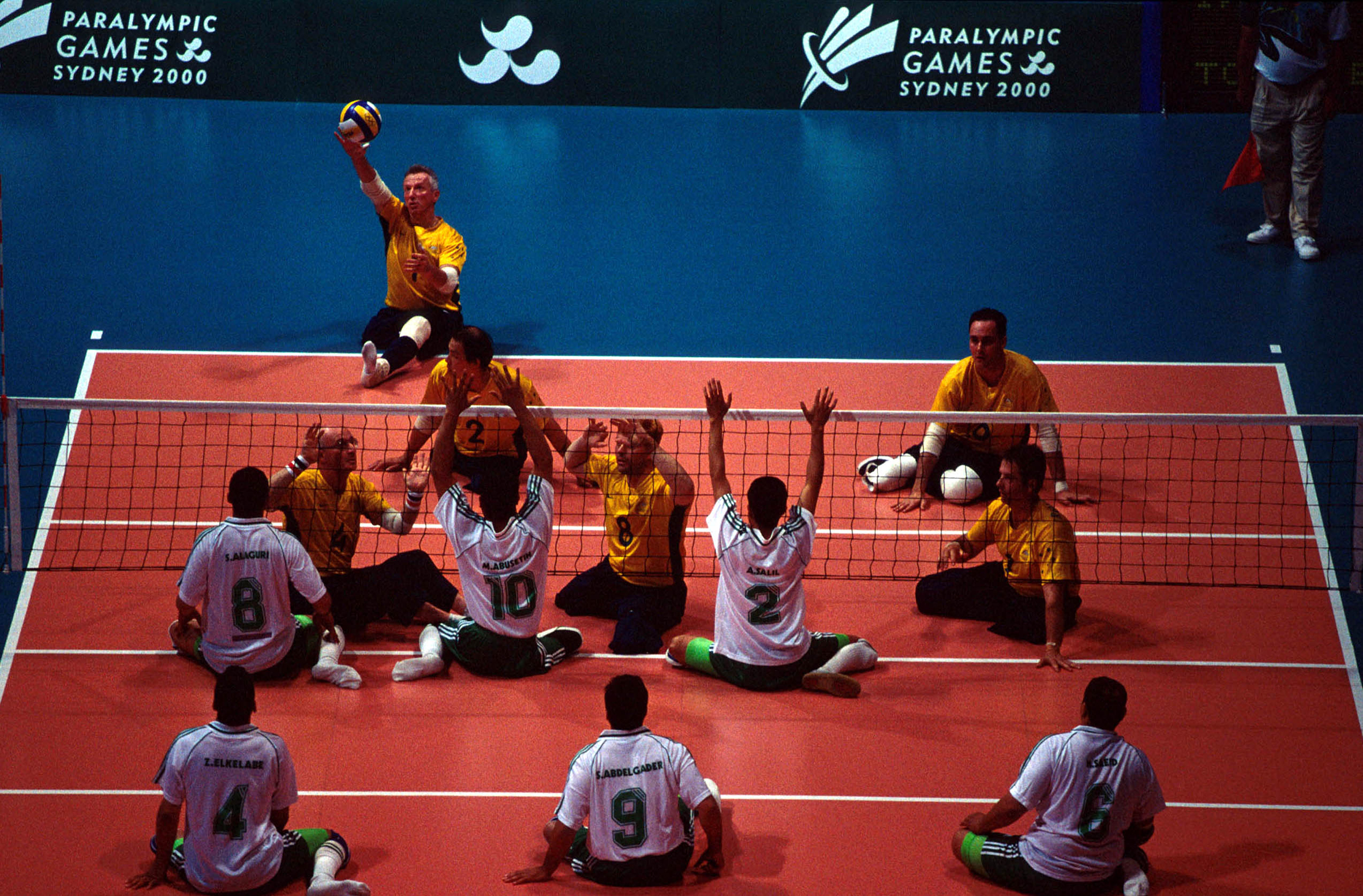
فريق الكرة الطائرة الأسترالي يجلس ويرسل الكرة إلى ليبيا خلال مباراة دورة الألعاب البارالمبية في سيدني عام 2000، كما يظهر من الأعلى.

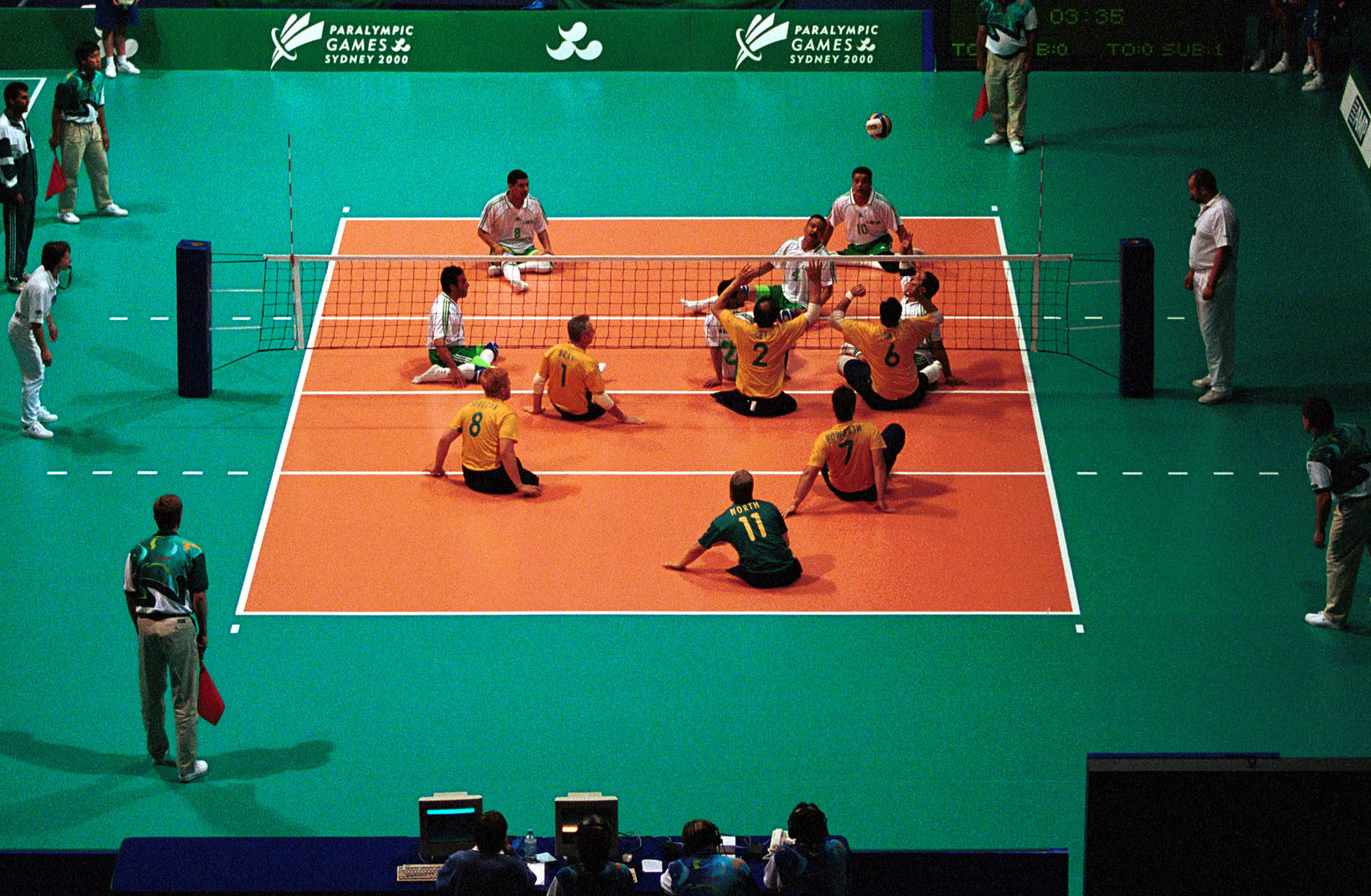
فريق الكرة الطائرة الأسترالي الجالس ضد ليبيا خلال مباراة دورة الألعاب البارالمبية في سيدني عام 2000، كما يظهر من الأعلى،

وقد شهدت دورة الألعاب البارالمبية لعام 2000م في سيدني فوز ليبيا بأول ميدالية بارالمبية لها (والوحيدة حتى الآن)، وذلك عندما حصل لاعبها عبد الرحيم حامد على الميدالية البرونزية في منافسات رفع الأثقال رجال فوق 100 كجم، وذلك عندما قام برفع 235كجم. وجاءت ليبيا بفضل هذه الميدالية في المركز 64 في ترتيب جدول الميداليات .
| ميدالية | اسم             | رياضة       | حدث              |
| ------- | --------------- | ----------- | ---------------- |
| برونزية | عبد الرحيم حامد | رفع الأثقال | فرق 100 كجم رجال |

## روابط خارجية
- اللجنة البارالمبية الدولية